# Quasi-grupa
Quasi-grupa – grupoid z jednoznacznością rozwiązań równań liniowych (lewo- i prawostronnych). W przypadku skończonego nośnika oznacza to, że tablica Cayleya działania grupoidu jest kwadratem łacińskim. Równoważnie można żądać, by grupoid miał własność skracania (lewo- i prawostronną).
Interpretując działanie dwuargumentowe jako mnożenie grupoid można uważać za (niekoniecznie łączną) strukturę algebraiczną z mnożeniem i dzieleniem (lewo- i prawostronnym).
Quasi-grupa z elementem neutralnym to lupa lub pętla.

## Definicja
Grupoid {\displaystyle G} nazywa się quasi-grupą, jeśli dla dowolnych dwóch elementów {\displaystyle a} i {\displaystyle b} istnieją jednoznacznie wyznaczone rozwiązania równań:
{\displaystyle ax=b,}
{\displaystyle ya=b}.
Quasi-grupę {\displaystyle G} można także określić za pomocą trzech operacji binarnych: {\displaystyle ab,a/b,a\backslash b} (mnożenie, dzielenie prawostronne, dzielenie lewostronne) spełniających aksjomaty:
- dla dowolnych {\displaystyle a,b\in G}
{\displaystyle (a/b)\ b=a,}
{\displaystyle (ab)/b=a;}
- dla dowolnych {\displaystyle a,b\in G}
{\displaystyle (a\backslash b)\ b=a,}
{\displaystyle (ab)\backslash b=a}[1].